# Manoel Ribeiro Nunes
Manoel Ribeiro Nunes (30 de setembro de 1792 - 5 de junho de 1862) foi um abastado fazendeiro e político mineiro.
Era filho do tropeiro português Francisco Ribeiro Nunes e proprietário da fazenda Cachoeira e da do Quilombo, que mais tarde deu origem ao município de Bias Fortes-MG. Fez fortuna com a criação de bovinos e suínos e com a produção e distribuição de queijo, manteiga, açúcar a aguardente. Havia acumulado o expressivo patrimônio de 182 contos de réis ao falecer no arraial do Quilombo em 5 de junho de 1862, com 339 cabeças de gado vacum, 50 de gado muar e cavalar, 228 porcos e 30 carneiros. Além das propriedades rurais, era também dono de um grande sobrado no arraial.
Era capitão da Guarda Nacional e presidente da câmara municipal de Barbacena por ocasião do início da revolta liberal de 1842, tendo preparado e assinado a representação da câmara de Barbacena ao trono Imperial contra o ministério conservador em 11 de novembro de 1841 e mais tarde o ofício que convidava José Feliciano Pinto Coelho da Cunha para tomar posse como novo presidente da província. Ao tomar conhecimento da derrota dos liberais paulistas pelo Duque de Caxias, contudo, procurou representantes do governo Imperial pedindo clemência, declarando-se arrependido e atribuindo a rebelião aos Armond.